# 誘敵新脊介
誘敵新脊介（学名：Neonesidea yudyi）为土菱介科新脊介屬下的一个种。